# فرانك هيلتون
فرانك هيلتون (بالإنجليزية: Frank Hilton)‏ (1 يناير 1884 ببارنسلي في المملكة المتحدة - ) هو لاعب كرة قدم بريطاني (وحمل سابقاً جنسية المملكة المتحدة لبريطانيا العظمى وأيرلندا) في مركز جناح ‏. لعب مع نادي بريستول سيتي والرابطة الحادية عشر لكرة القدم ‏.